# Kapuh
Kapuh is een bestuurslaag in het regentschap Zuid-Pesisir van de provincie West-Sumatra, Indonesië. Kapuh telt 4527 inwoners (volkstelling 2010).